# Bulciago
Bulciago est une commune italienne de la province de Lecco dans la région Lombardie en Italie.

## Administration
| Période | Période | Identité       | Étiquette | Qualité |
| ------- | ------- | -------------- | --------- | ------- |
|         |         | Egidia Beretta |           |         |

Egidia Beretta est la mère du militant pacifiste italien Vittorio Arrigoni.

## Démographie

### Communes limitrophes
Barzago, Cassago Brianza, Costa Masnaga, Cremella, Garbagnate Monastero, Nibionno

## Personnalités liées à la commune
- Vittorio Arrigoni, militant pacifiste pro-palestinien
- Alberto Bona, acteur et réalisateur
- Luca Fusi, ancien footballeur